# 大泉周也
大泉 周也（おおいずみ しゅうや、1999年9月16日 - ）は、山形県山形市出身のプロ野球選手（外野手・育成選手）。左投左打。福岡ソフトバンクホークス所属。

## 経歴

### プロ入り前
山形市立金井小学校で1年生の時に山形リトルで野球を始める。山形市立金井中学校在学時は硬式野球のクラブチームである山形シニアでプレーしていた。
山形県立山形中央高等学校に進学し、1年春から公式戦に出場した。2年夏、3年夏に山形大会決勝に進出し本塁打を放ったが、チームはいずれも敗れ、3年間で甲子園大会出場はなかった。高校通算53本塁打。
高校卒業後は日本製鉄鹿島へ入社。3年間在籍したが目立った実績はなく、2020年オフに勇退した。
その後、2021年春にベースボール・チャレンジ・リーグの福島レッドホープスへ入団した。

### BC福島時代
2021年は51試合に出場して打率.317、2本塁打、13打点を記録した。
2022年は24試合に出場して打率.258、3本塁打、9打点を記録した。
2023年は、6月に打率.448、4本塁打、14打点を記録し、月間MVPを受賞した。シーズン全体で61試合に出場して打率.349、16本塁打、52打点を記録し、地区本塁打王（リーグ全体でもトップ）に輝いた。また、指名打者のポジションでリーグのベストナインに選出された。
その後、同年10月26日に開催されたドラフト会議にて、福岡ソフトバンクホークスから育成1位指名を受けた。11月21日に仮契約し、12月4日、福岡市内で入団発表会見が行われた。背番号は123。

### ソフトバンク時代
2024年はウエスタン・リーグで11試合に出場。打率.333、2打点という成績だった。

## 詳細情報

### 独立リーグでの年度別打撃成績
| 年 度     | 球 団     | 試 合 | 打 席 | 打 数 | 得 点 | 安 打 | 二 塁 打 | 三 塁 打 | 本 塁 打 | 塁 打 | 打 点 | 盗 塁 | 盗 塁 死 | 犠 打 | 犠 飛 | 四 球 | 敬 遠 | 死 球 | 三 振 | 併 殺 打 | 打 率 | 出 塁 率 | 長 打 率 | O P S |
| --------- | --------- | ----- | ----- | ----- | ----- | ----- | -------- | -------- | -------- | ----- | ----- | ----- | -------- | ----- | ----- | ----- | ----- | ----- | ----- | -------- | ----- | -------- | -------- | ----- |
| 2021      | 福島      | 51    | 221   | 199   | 33    | 63    | 11       | 1        | 2        | 82    | 13    | 3     | 3        | 6     | 1     | 12    | -     | 3     | 25    | 5        | .317  | .363     | .412     | .775  |
| 2022      | 福島      | 24    | 97    | 89    | 8     | 23    | 4        | 0        | 3        | 36    | 9     | 2     | 1        | 0     | 0     | 6     | -     | 2     | 17    | 2        | .258  | .320     | .404     | .724  |
| 2023      | 福島      | 61    | 253   | 215   | 42    | 75    | 16       | 3        | 16       | 145   | 52    | 3     | 0        | 0     | 2     | 33    | -     | 3     | 44    | 2        | .349  | .439     | .674     | 1.113 |
| 通算：3年 | 通算：3年 | 136   | 571   | 503   | 83    | 161   | 31       | 4        | 21       | 263   | 84    | 8     | 4        | 6     | 3     | 51    | -     | 8     | 86    | 9        | .320  | .389     | .523     | .912  |

- 各年度の太字はリーグ最高

### 背番号
- 31（2021年）
- 7（2022年 - 2023年）
- 123（2024年[17] - ）